# Хулбук (смт)
Хулбук (тадж. Ҳулбук) — селище міського типу в Хатлонській області Таджикистану. Адміністративний центр Восейського району. До 2018 року — Восе (тадж. Восеъ), до 1936 Пойтуґ (тадж. Пойтуғ) 
Селище розташоване на південному заході Таджикистану, в середній течії річки Яхсу, де вона утворює широку Кулябську долину. Селище лежить за 18 км від Куляба та за 140 км від Бохтара.

## Історія
Селище назване на честь очільника народного повстання 1885 року проти влади Бухарського емірату і раніше називалось імені Восе. 19 серпня 1957 року воно стало центром новоствореного району. Статус смт селище отримало 29 серпня 1964 року.

## Населення
Населення — 23200 осіб (2016; 22700 в 2015; 19332 в 2008, 14989 в 1989, 10766 в 1979, 9100 в 1976, 7223 в 1970).
У національному складі переважають таджики.

## Господарство
У селищі розташована однойменна залізнична станція на лінії Кургонтеппа-Кулоб, що зв'язує селище з обласним центром та столицею. Неподалік існує аеродром.
Восе є центром аграрного регіону, в околицях вирощують бавовник, зернові, овочі. У самому селищі розташовані невеликі переробні підприємства, у радянські часи тут був відкритий пивоварний завод, автодор, механізована колона, монтажно-ремонтне підприємство. Соціальна сфера представлена автовокзалом, поштою, лікарнемю на 200 місць, аптекою, тут діють середня школа, музична школа, садочок, училище, будинок культури, 4 клуби, бібліотека, універмаг, готель, ресторан та декілька чайхан.